# 1945-ös Copa América
Az 1945-ös Dél-amerikai Válogatottak Bajnoksága a 18. dél-amerikai kontinenstorna volt. Chilében rendezték, és az argentin csapat nyerte meg.

## Résztvevők
| - Argentína - Bolívia - Brazília - Chile | - Kolumbia - Ecuador - Uruguay |

Paraguay és Peru visszalépett.

## Eredmények
A hét részt vevő válogatott egy csoportban, körmérkőzéses formában mérkőzött meg egymással. A csoport élén végzett csapat nyerte meg a kontinensviadalt.

### Mérkőzések
| 1945. január 14. |

| Chile                                                     | 6–3   | Ecuador                                          |
| --------------------------------------------------------- | ----- | ------------------------------------------------ |
| Alcántara 28' 59' 81' Vera 29' Hormazábal 45' Clavero 70' | (3–2) | Raymondi Chávez 30' Jiménez 44' Luis Mendoza 51' |

| Estadio Nacional de Chile, Santiago de Chile Nézőszám: 65 000 Játékvezető: José Bartolomé Macías (argentin) |

| 1945. január 18. |

| Argentína                                          | 4–0   | Bolívia |
| -------------------------------------------------- | ----- | ------- |
| Pontoni 10' Martino 43' Loustau 70' De la Mata 75' | (2–0) |         |

| Estadio Nacional de Chile, Santiago de Chile Nézőszám: 35 000 Játékvezető: Humberto Reginatto (chilei) |

| 1945. január 21. |

| Brazília                               | 3–0   | Kolumbia |
| -------------------------------------- | ----- | -------- |
| Jorginho 13' Heleno 15' de Almeida 38' | (3–0) |          |

| Estadio Nacional de Chile, Santiago de Chile Nézőszám: 60 000 Játékvezető: Nobel Valentini (uruguayi) |

| 1945. január 24. |

| Chile                                 | 5–0   | Bolívia |
| ------------------------------------- | ----- | ------- |
| Clavero 13' 27' 39' Alcántara 75' 79' | (3–0) |         |

| Estadio Nacional de Chile, Santiago de Chile Nézőszám: 70 000 Játékvezető: Nobel Valentini (uruguayi) |

| 1945. január 24. |

| Uruguay                                   | 5–1   | Ecuador    |
| ----------------------------------------- | ----- | ---------- |
| A. García 1' 60' 83' Porta 28' Varela 69' | (2–1) | Aguayo 39' |

| Estadio Nacional de Chile, Santiago de Chile Nézőszám: 70 000 Játékvezető: Mario Viana (brazil) |

| 1945. január 28. |

| Uruguay                                                              | 7–0   | Kolumbia |
| -------------------------------------------------------------------- | ----- | -------- |
| A. García 22' 89' Riephoff 25' J. García 37' 83' Ortiz 75' Porta 86' | (3–0) |          |

| Estadio Nacional de Chile, Santiago de Chile Nézőszám: 28 000 Játékvezető: Mario Viana (brazil) |

| 1945. január 28. |

| Brazília                  | 2–0   | Bolívia |
| ------------------------- | ----- | ------- |
| Ademir 48' Tesourinha 80' | (0–0) |         |

| Estadio Nacional de Chile, Santiago de Chile Nézőszám: 28 000 Játékvezető: José Bartolomé Macías (argentin) |

| 1945. január 31. |

| Chile                  | 2–0   | Kolumbia |
| ---------------------- | ----- | -------- |
| Medina 48' Piñeiro 80' | (1–0) |          |

| Estadio Nacional de Chile, Santiago de Chile Nézőszám: 60 000 Játékvezető: José Bartolomé Macías (argentin) |

| 1945. január 31. |

| Argentína                                             | 4–2   | Ecuador                   |
| ----------------------------------------------------- | ----- | ------------------------- |
| Pontoni 11' De la Mata 50' Martino 69' Pellegrina 83' | (1–0) | Aguayo 53' J. Mendoza 62' |

| Estadio Nacional de Chile, Santiago de Chile Nézőszám: 60 000 Játékvezető: Nobel Valentini (uruguayi) |

| 1945. február 7. |

| Argentína                                                                     | 9–1   | Kolumbia    |
| ----------------------------------------------------------------------------- | ----- | ----------- |
| Pontoni 3' 7' Méndez 15' 39' Martino 27' Boyé 41' Loustau 50' Ferraro 80' 81' | (6–0) | Mendoza 52' |

| Estadio Nacional de Chile, Santiago de Chile Nézőszám: 60 000 Játékvezető: Nobel Valentini (uruguayi) |

| 1945. február 7. |

| Brazília              | 3–0   | Uruguay |
| --------------------- | ----- | ------- |
| Heleno 8' 32' Rui 20' | (3–0) |         |

| Estadio Nacional de Chile, Santiago de Chile Nézőszám: 60 000 Játékvezető: José Bartolomé Macías (argentin) |

| 1945. február 11. |

| Bolívia | 0–0 | Ecuador |
| ------- | --- | ------- |
|         |     |         |

| Estadio Nacional de Chile, Santiago de Chile Nézőszám: 70 000 Játékvezető: Mario Viana (brazil) |

| 1945. február 11. |

| Chile     | 1–1   | Argentína  |
| --------- | ----- | ---------- |
| Medina 3' | (1–0) | Méndez 52' |

| Estadio Nacional de Chile, Santiago de Chile Nézőszám: 70 000 Játékvezető: Nobel Valentini (uruguayi) |

| 1945. február 15. |

| Uruguay              | 2–0   | Bolívia |
| -------------------- | ----- | ------- |
| Falero 26' Porta 75' | (1–0) |         |

| Estadio Nacional de Chile, Santiago de Chile Nézőszám: 65 000 Játékvezető: Mario Viana (brazil) |

| 1945. február 15. |

| Argentína          | 3–1   | Brazília   |
| ------------------ | ----- | ---------- |
| Méndez 14' 20' 40' | (3–1) | Ademir 32' |

| Estadio Nacional de Chile, Santiago de Chile Nézőszám: 65 000 Játékvezető: Nobel Valentini (uruguayi) |

| 1945. február 18. |

| Kolumbia                                | 3–1   | Ecuador   |
| --------------------------------------- | ----- | --------- |
| González Rubio 2' Gámez 64' Berdugo 70' | (1–1) | Aguayo 4' |

| Estadio Nacional de Chile, Santiago de Chile Nézőszám: 65 000 Játékvezető: Nobel Valentini (uruguayi) |

| 1945. február 18. |

| Chile     | 1–0   | Uruguay |
| --------- | ----- | ------- |
| Medina 8' | (1–0) |         |

| Estadio Nacional de Chile, Santiago de Chile Nézőszám: 65 000 Játékvezető: José Bartolomé Macías (argentin) |

| 1945. február 21. |

| Bolívia                              | 3–3   | Kolumbia                               |
| ------------------------------------ | ----- | -------------------------------------- |
| Fernández 57' González 75' Orgaz 80' | (0–2) | González Rubio 3' Berdugo 7' Gámez 67' |

| Estadio Nacional de Chile, Santiago de Chile Nézőszám: 22 000 Játékvezető: Mario Viana (brazil) |

| 1945. február 21. |

| Brazília                                                      | 9–2   | Ecuador                 |
| ------------------------------------------------------------- | ----- | ----------------------- |
| Ademir 3' 10' 75' Heleno 22' 28' Zizinho 40' 65' Jair 67' 68' | (5–1) | Aguayo 42' Albornoz 49' |

| Estadio Nacional de Chile, Santiago de Chile Nézőszám: 22 000 Játékvezető: José Bartolomé Macías (argentin) |

| 1945. február 25. |

| Argentína   | 1–0   | Uruguay |
| ----------- | ----- | ------- |
| Martino 50' | (0–0) |         |

| Estadio Nacional de Chile, Santiago de Chile Nézőszám: 75 000 Játékvezető: Juan Las Heras (chilei) |

| 1945. február 28. |

| Brazília   | 1–0   | Chile |
| ---------- | ----- | ----- |
| Heleno 20' | (1–0) |       |

| Estadio Nacional de Chile, Santiago de Chile Nézőszám: 80 000 Játékvezető: Nobel Valentini (uruguayi) |

### Végeredmény
A hazai csapat eltérő háttérszínnel kiemelve.
| Helyezés | Nemzet    | M | Gy | D | V | G+ | G– | Gk  | P  |
| -------- | --------- | - | -- | - | - | -- | -- | --- | -- |
| Arany    | Argentína | 6 | 5  | 1 | 0 | 22 | 5  | +17 | 11 |
| Ezüst    | Brazília  | 6 | 5  | 0 | 1 | 19 | 5  | +14 | 10 |
| Bronz    | Chile     | 6 | 4  | 1 | 1 | 15 | 5  | +10 | 9  |
| 4.       | Uruguay   | 6 | 3  | 0 | 3 | 14 | 6  | +8  | 6  |
| 5.       | Kolumbia  | 6 | 1  | 1 | 4 | 7  | 25 | –18 | 3  |
| 6.       | Bolívia   | 6 | 0  | 2 | 4 | 3  | 16 | –13 | 2  |
| 7.       | Ecuador   | 6 | 0  | 1 | 5 | 9  | 27 | –18 | 1  |

| Az 1945-ös Dél-amerikai Válogatottak Bajnoksága győztese |
| -------------------------------------------------------- |
| ARGENTÍNA 7. cím                                         |

### Gólszerzők
| 6 gólos - Norberto Méndez - Heleno de Freitas 5 gólos - Ademir Marques de Menezes - Juan Alcántara - Atilio García 4 gólos - Rinaldo Martino - René Pontoni - Guillermo Clavero - Víctor Aguayo 3 gólos - Desiderio Medina - Roberto Porta | 2 gólos - Vicente De la Mata - José Luis Ferraro - Félix Loustau - Jair - Zizinho - Fulgencio Berdugo - Roberto Gámez - Luis González Rubio - José García 1 gólos - Mario Boyé - Manuel Pellegrina - Raúl Fernández - Zenón González - Severo Orgaz | 1 gólos (folytatás) - Jaime de Almeida - Jorginho - Rui - Osmar Fortes - Francisco Hormazábal - Manuel Piñeiro - Erasmo Vera - Guillermo Albornoz - José María Jiménez - José Mendoza - Luis Mendoza - Enrique Raymondi Chávez - Arturo Mendoza - Nicolás Falero - José María Ortiz - Juan Riephoff - Obdulio Varela |

## Külső hivatkozások
- 1945 South American Championship